# Riley P. Bechtel
Riley Peart Bechtel (* 25. März 1952 in Alameda County, Kalifornien) ist ein US-amerikanischer Manager und Erbe. Zwischen 1990 und 2017 war er Vorsitzender der Bechtel Corporation. Forbes Magazine schätzte sein Vermögen im Mai 2025 auf 11,7 Milliarden US-Dollar.

## Laufbahn
Er ist der Urenkel von Warren A. Bechtel, dem Gründer des Bauunternehmer Bechtel. Seine Eltern waren Elizabeth Hogan und Stephen Bechtel Jr., der frühere Vorsitzende und CEO von Bechtel. Die Familie hält bis heute 40 Prozent der Anteile an dem Unternehmen.
Er besuchte die Thacher School, ein exklusives privates Internat, und erwarb einen Bachelor-Abschluss in Politikwissenschaft und Psychologie an der University of California, Davis und 1977 einen JD/MBA an der Stanford University. Als ausgebildeter Jurist trat er der American Bar Association bei und arbeitete nach seinem Studium für die Kanzlei Thelen, Marrin, Johnson & Bridges. Er kam 1981 hauptberuflich zu Bechtel und wurde im März 1989 zum Präsidenten und Chief Operating Officer gewählt. Im Juni 1990 wurde er zum CEO ernannt und 1996 zusätzlich zum Chairman.
Bechtel trat 1995 dem Board of Directors von JPMorgan Chase bei. Er war Mitglied der Trilateralen Kommission, der American Society of Corporate Executives, des Business Council, des Business Roundtable und des National Petroleum Council. In der Amtszeit von George W. Bush wurde er in den President's Export Council berufen. Er saß außerdem im Vorstand von u. a. dem Conservation Fund, der Stanford Graduate School of Business und der Stanford Law School. Im Jahr 2001 wurde er zum Fellow der American Academy of Arts and Sciences gewählt. Zusätzlich ist er Ehrenmitglied der American Society of Civil Engineers und Ehrenmitglied auf Lebenszeit der American Society of Safety Engineers.
Im Februar 2014 gab Bechtel bekannt, dass er nach 25 Jahren aus gesundheitlichen Gründen aufgrund einer Parkinson-Erkrankung als CEO der Bechtel Corporation zurücktreten würde. 2017 zog er sich auch von seiner Rolle als Chairman zurück.

## Privatleben
Er wohnt mit seiner Frau Susan in Kalifornien. Er hat drei Kinder. Sein Sohn Brendan Bechtel wurde 2016 CEO und 2017 Chairman der Bechtel Corporation.
Bechtel ist Mitglied im Augusta National Golf Club sowie im Bohemian Club von San Francisco, der ausschließlich aus Männern besteht, und besucht jährlich die Bohemian Grove.